# Kamenná Poruba (Žilina)
Kamenná Poruba (in ungherese Kővágás) è un comune della Slovacchia facente parte del distretto di Žilina, nella regione omonima.